# 沙提瓦扎
沙提瓦扎（英語：Shattiwaza）米坦尼的胡里特人国王，约公元前14世纪前后在位。图什拉塔之子，曾因为发生父亲被弑的宫廷斗争失败出逃，起先他计划于巴比伦避难，在被拒绝后，又流亡至赫梯。在赫梯他与赫梯国王苏庇路里乌玛一世之女结婚。后又在赫梯人的帮助下重返米坦尼王位。死后由沙图瓦拉承袭其位。